# Mireia Benito
Mireia Benito Pellicer (Llorenç del Penedès, 30 december 1996) is een Spaans wielrenster en gravelrijdster die anno 2024 rijdt bij de Belgische wielerploeg AG Insurance-Soudal Team.

## Carrière
In de jeugd speelde Benito basketbal, in 2017 maakte ze op 21-jarige leeftijd haar debuut op het Spaanse kampioenschap op de weg. Een jaar later besloot ze de volledige overstap te maken naar de wielersport. In 2019 tekende ze haar eerste profcontract bij de Catalaanse wielerploeg Massi-Tactic. Namens haar nieuwe ploeg nam ze onder andere deel aan de Lotto Belgium Tour en de Ronde van Burgos. In 2020 nam ze voor het eerst deel aan een Wielermonument; de Ronde van Vlaanderen, deze wedstrijd reed ze niet uit. In 2022 nam ze deel aan de Middellandse Zeespelen. Bij de tijdrit werd ze achtste. In het volgende seizoen maakte ze na vier jaar de overstap naar het Belgische AG Insurance-Soudal Quick-Step. Ze nam deel aan meerdere Klassiekers en enkele meerdaagse wedstrijden. Eind juni werd ze voor het nationaal kampioen in het tijdrijden, voor Mavi García en Sandra Alonso. In 2024 wist ze deze nationale titel te prolongeren. Daarnaast won Benito in 2024 haar eerste gravelfietsen, ze won de eerste editie van Gravel Tres Cantos by Specialized.

## Overwinningen
2023
 Spaans kampioene tijdrijden, elite
2024
Gravel Tres Cantos by Specialized
 Spaans kampioene tijdrijden, elite
2025
 Spaans kampioene tijdrijden, elite

### Resultaten in voornaamste wedstrijden
| Jaar | Ronde van Italië | Ronde van Frankrijk | Ronde van Spanje |
| ---- | ---------------- | ------------------- | ---------------- |
| 2020 |                  |                     |                  |
| 2021 |                  |                     |                  |
| 2022 |                  |                     |                  |
| 2023 |                  |                     |                  |
| 2024 |                  |                     |                  |
| 2025 | 31e              |                     | opgave           |

| Jaar | Ronde van Vlaanderen | Amstel Gold Race | Luik-Bast.‑Luik | Strade Bianche | Trofeo Alfredo Binda | Waalse Pijl |  | WK op de weg |
| ---- | -------------------- | ---------------- | --------------- | -------------- | -------------------- | ----------- |  | ------------ |
| 2020 | opgave               |                  |                 |                |                      | opgave      |  |              |
| 2021 | opgave               |                  |                 |                |                      |             |  |              |
| 2022 | opgave               |                  |                 |                |                      |             |  |              |
| 2023 | opgave               |                  | 82e             | 57e            | 59e                  | 63e         |  |              |
| 2024 |                      | opgave           |                 | 37e            | 47e                  |             |  | 63e          |
| 2025 |                      | 56e              |                 | 42e            | 50e                  |             |  |              |

## Ploegen
- 2019 –  Massi-Tactic
- 2020 –  Massi-Tactic
- 2021 –  Massi-Tactic
- 2022 –  Massi-Tactic
- 2023 –  AG Insurance-Soudal Quick-Step
- 2024 –  AG Insurance-Soudal
- 2025 –  AG Insurance-Soudal

Benito · Bentveld (vanaf 24/4-tot 13/9) · Boogaard · Borgström · De Schepper (vanaf 14/6) · Ghekiere · Gigante · Goossens · Le Court · Louw · Masetti · Moolman-Pasio · Pluimers · Rijnbeek · Steigenga · Van de Velde · Wollaston
Bastiaenssen · Benito · Bentveld · Borgström · Bossuyt (vanaf 14/6) · Castrique · De Schepper · Ghekiere · Gigante · Goossens · Le Court · Louw · Manly · Masetti · Moolman-Pasio · Pluimers · Steigenga · Van de Velde · Verhulst-Wild · Žigart